# Lútur
Lútur är en bergstopp i republiken Island. Den ligger i regionen Norðurland eystra, 280 km nordost om huvudstaden Reykjavík. Toppen på Lútur är 646 meter över havet.
Trakten runt Lútur är nära nog obefolkad, med mindre än två invånare per kvadratkilometer. Det finns inga samhällen i närheten. Trakten runt Lútur består i huvudsak av gräsmarker.